# Lucian Blaga szülőháza
Lucian Blaga szülőháza műemlék Romániában, Fehér megyében, Lámkeréken. Lucian Blaga (1895–1961) román filozófus, költő, író szülőháza a romániai műemlékek jegyzékében az AB-IV-m-A-00422 sorszámon szerepel.

## Története
Lucian Blaga szülőháza 1995 után vált múzeummá, amikor a költő születésének századik évfordulója alkalmából a román állam megvásárolta az ingatlant. A házat 1870-ben Simion Blaga pap, a költő nagyapja építtette. A gyűjtemény kéziratokat, régi dokumentumokat, levelezést, a költő aláírásával ellátott köteteket, portrékat, fényképeket, paraszti és korabeli bútorokat, valamint személyes tárgyakat mutat be. Az emlékház 2000 óta a sebesi Lucian Blaga Kulturális Központ részlegeként működik.

## Képek

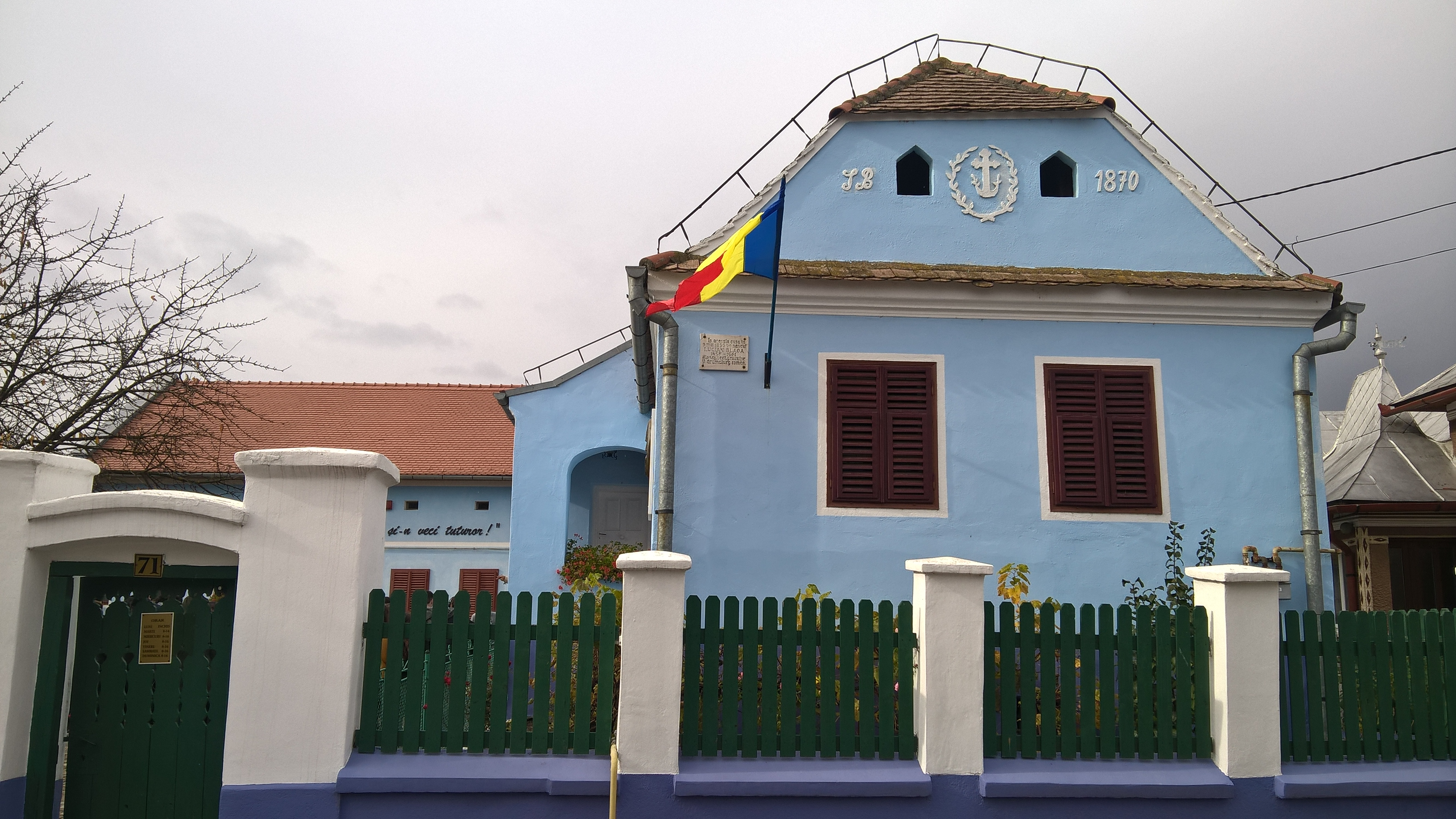
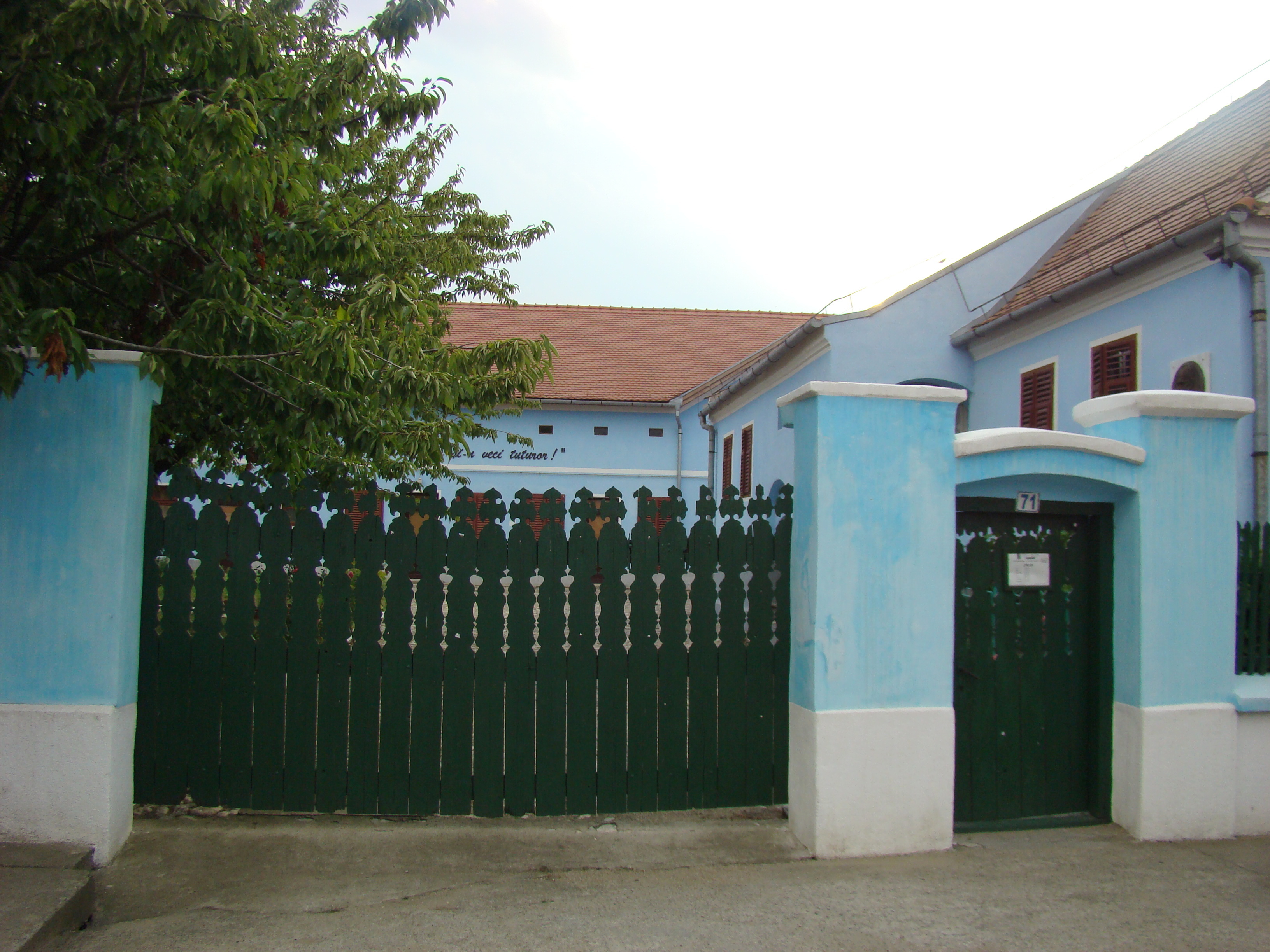
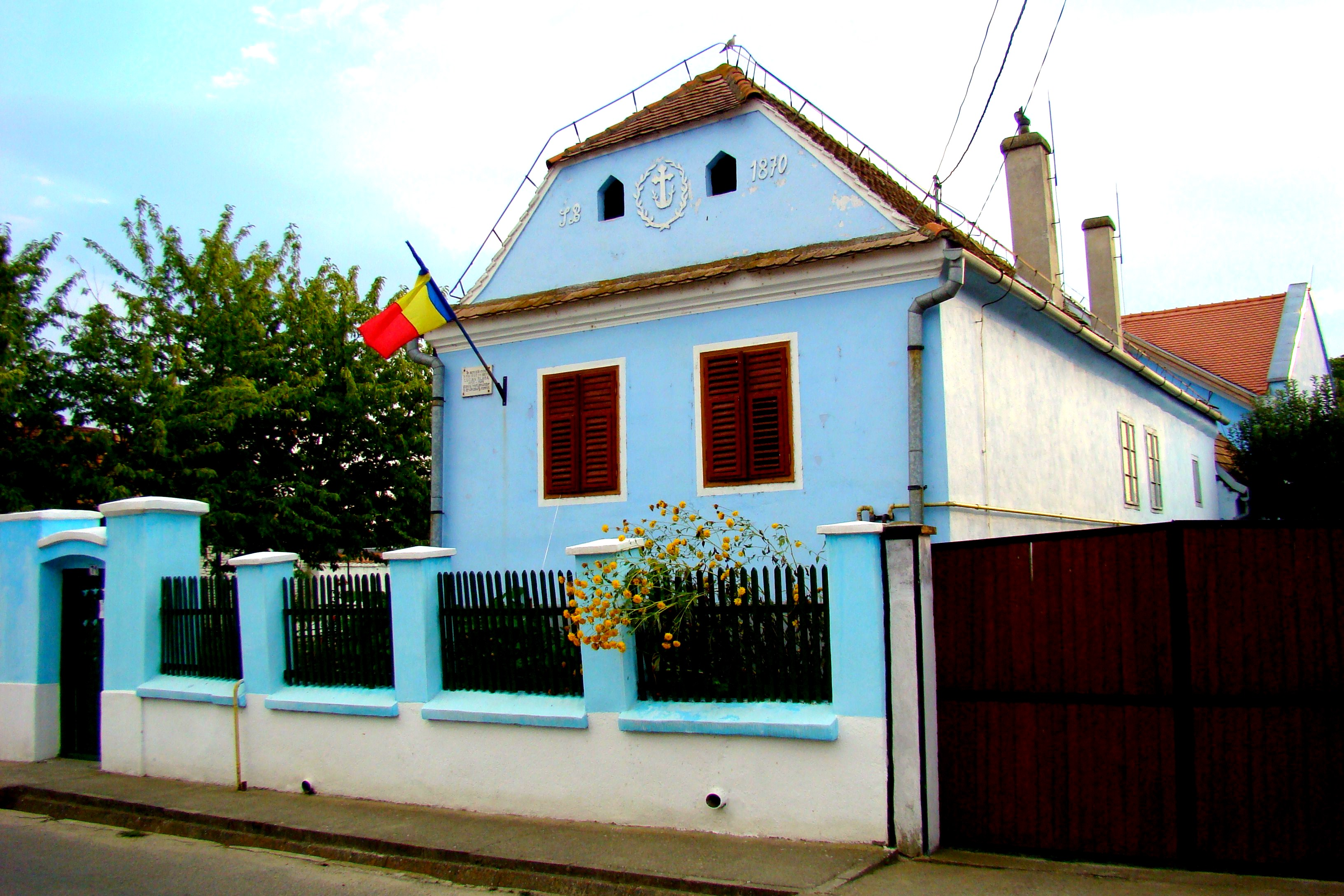
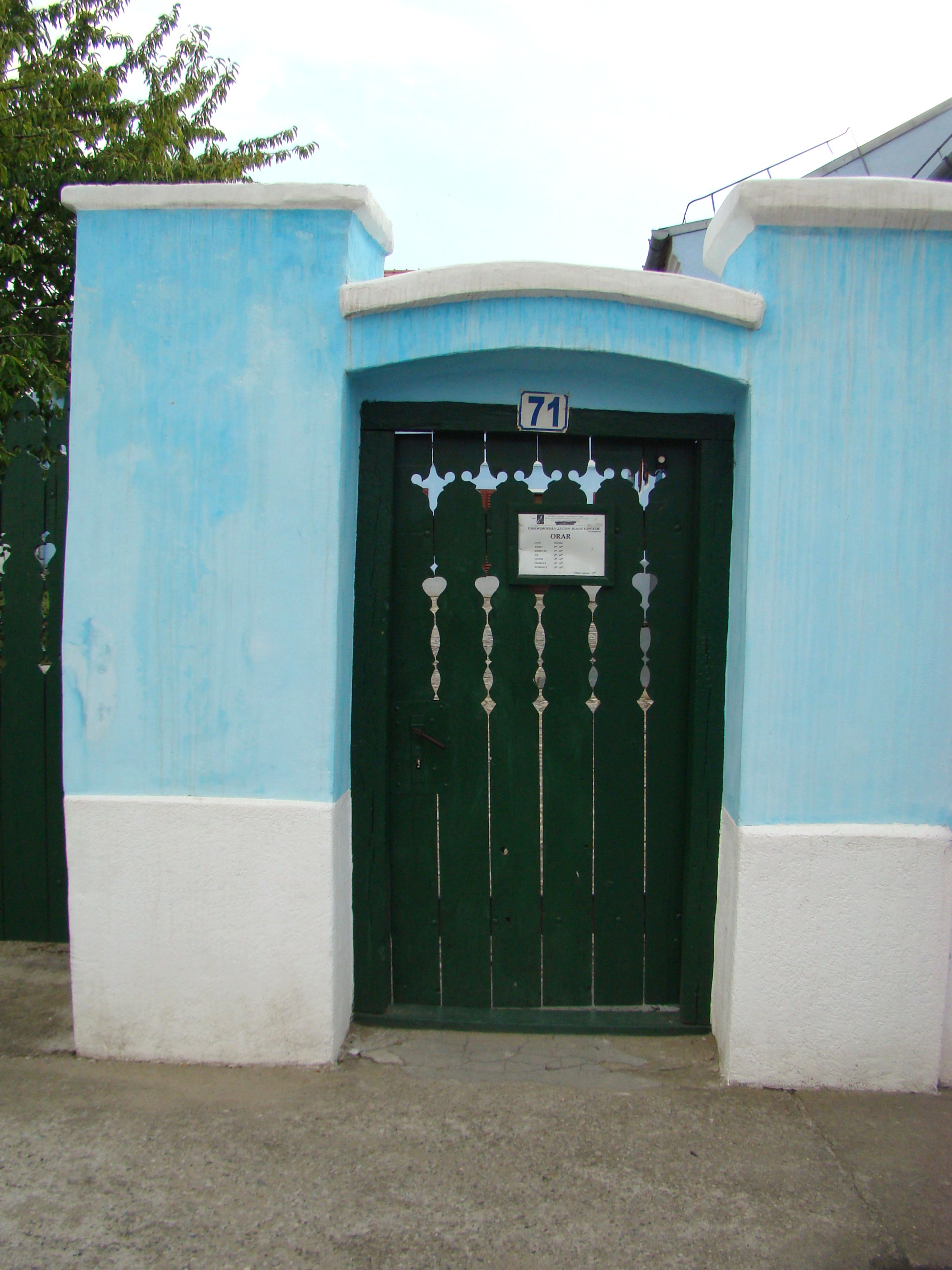
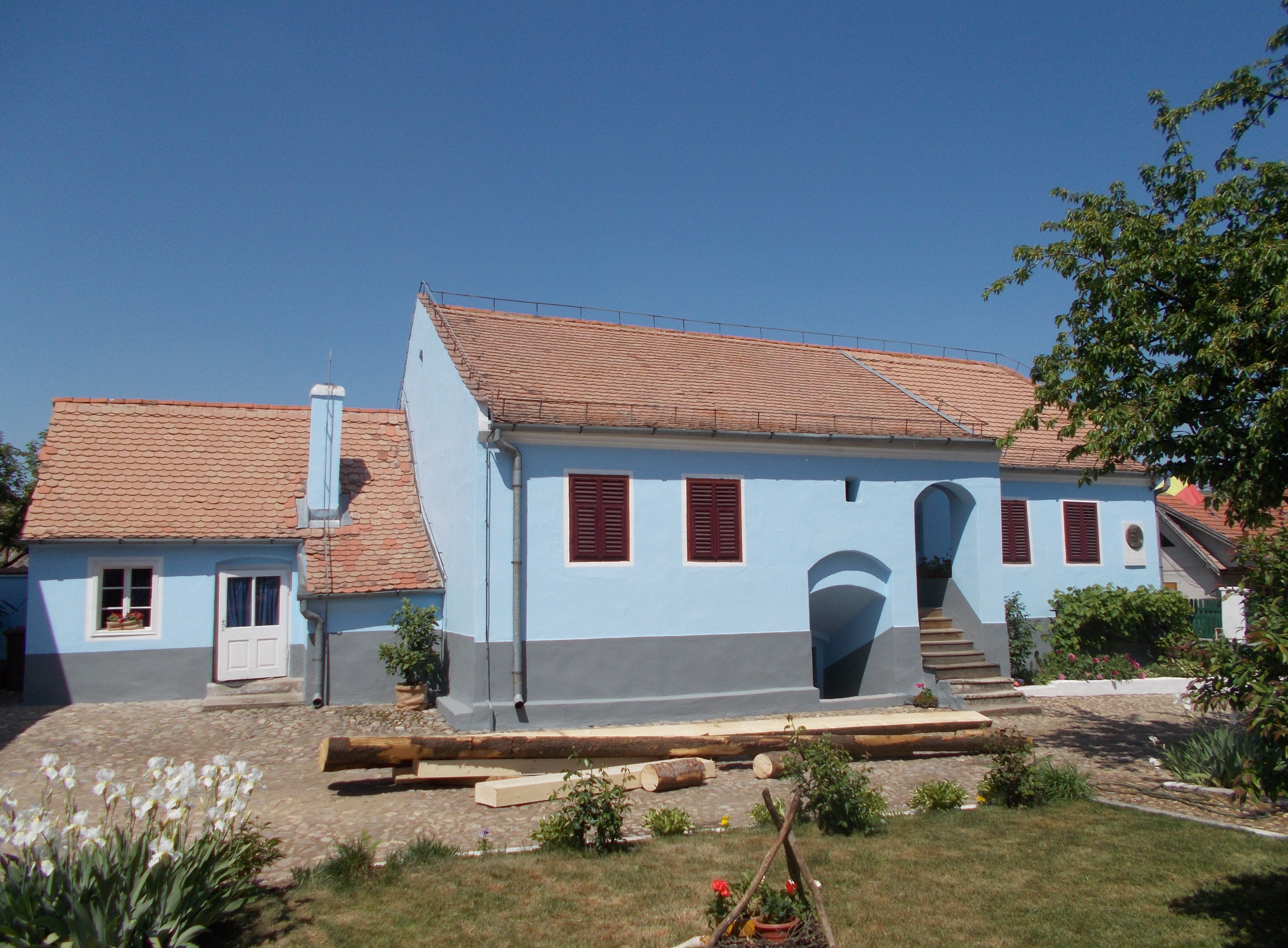
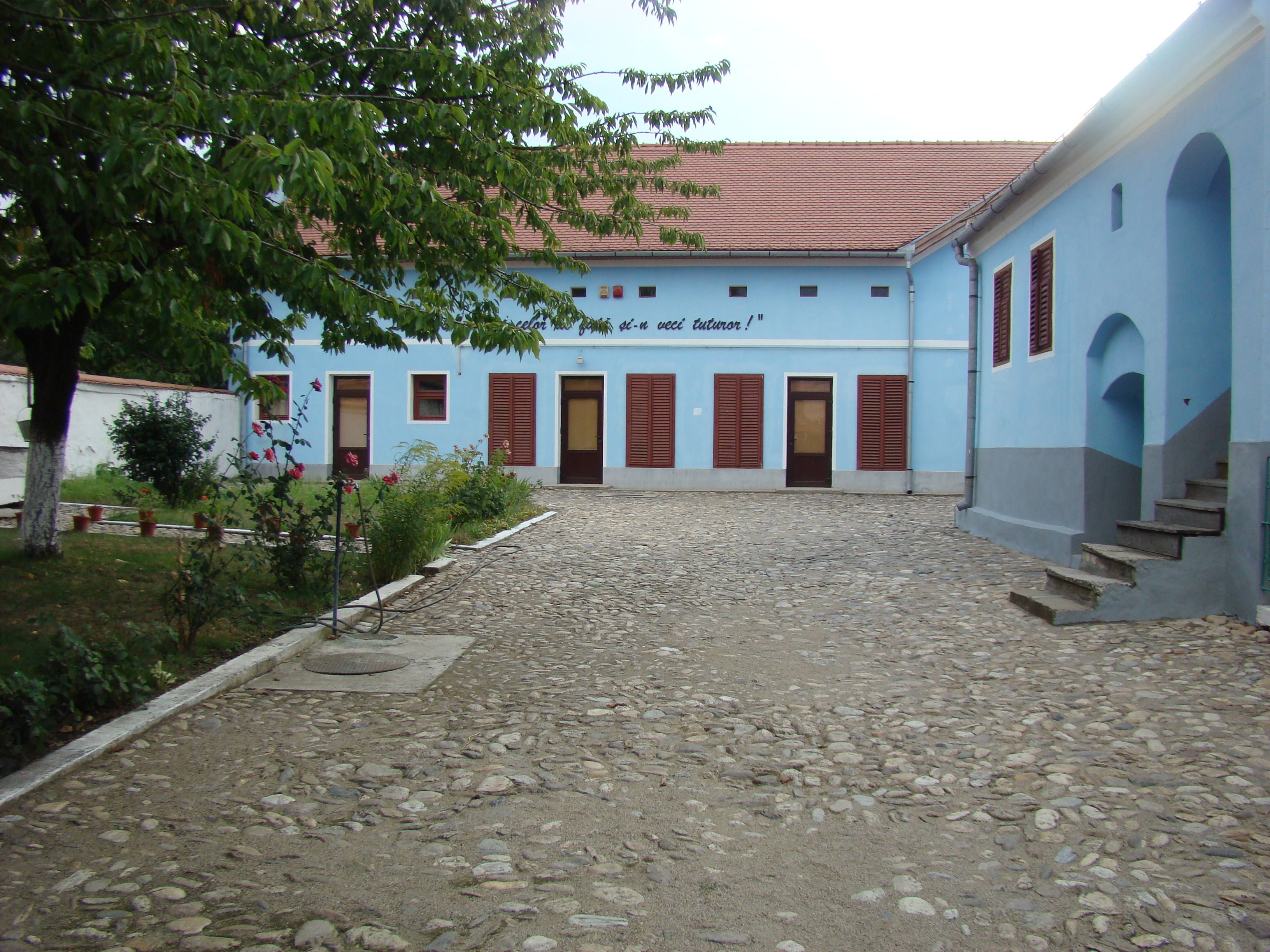
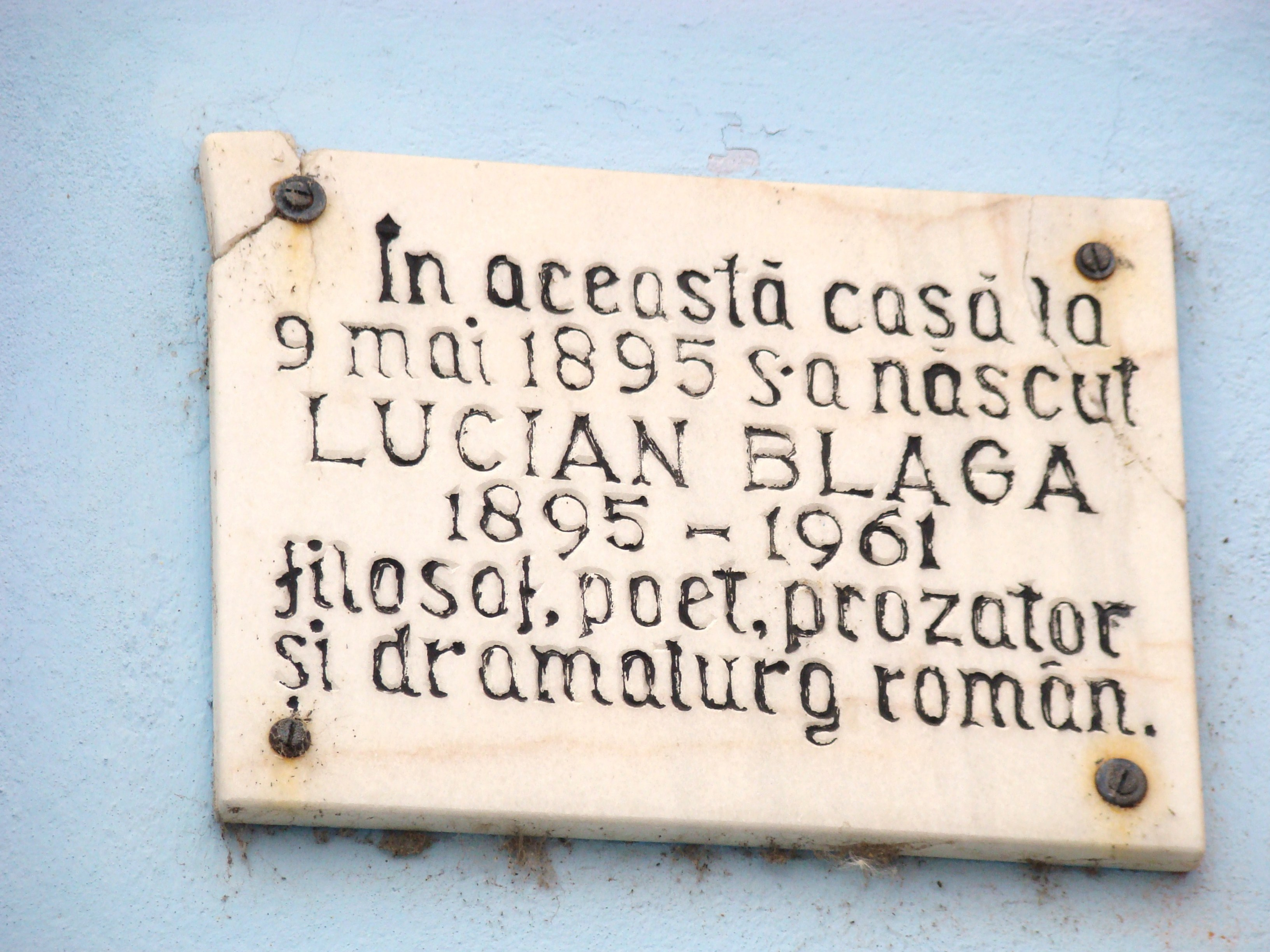
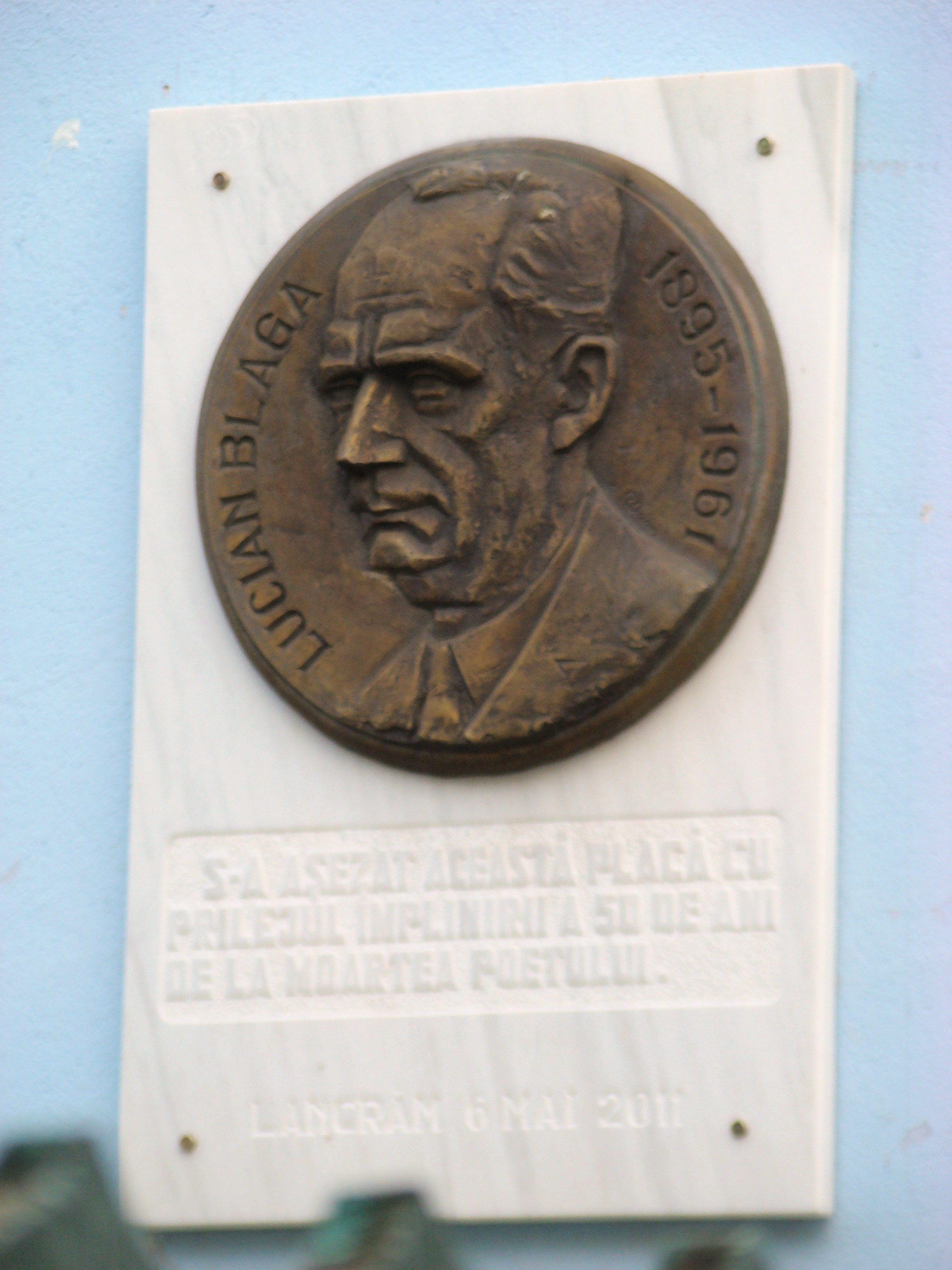
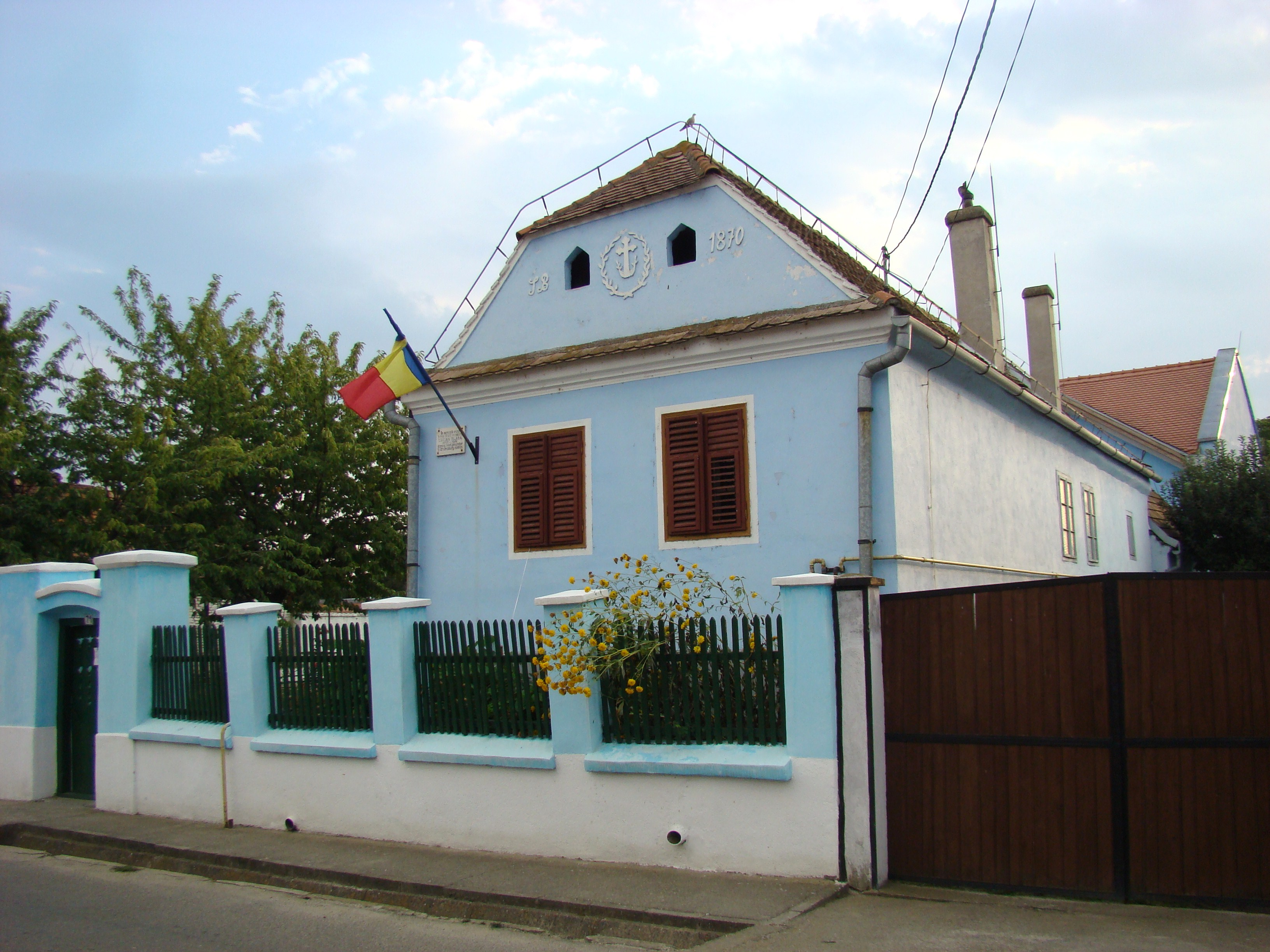
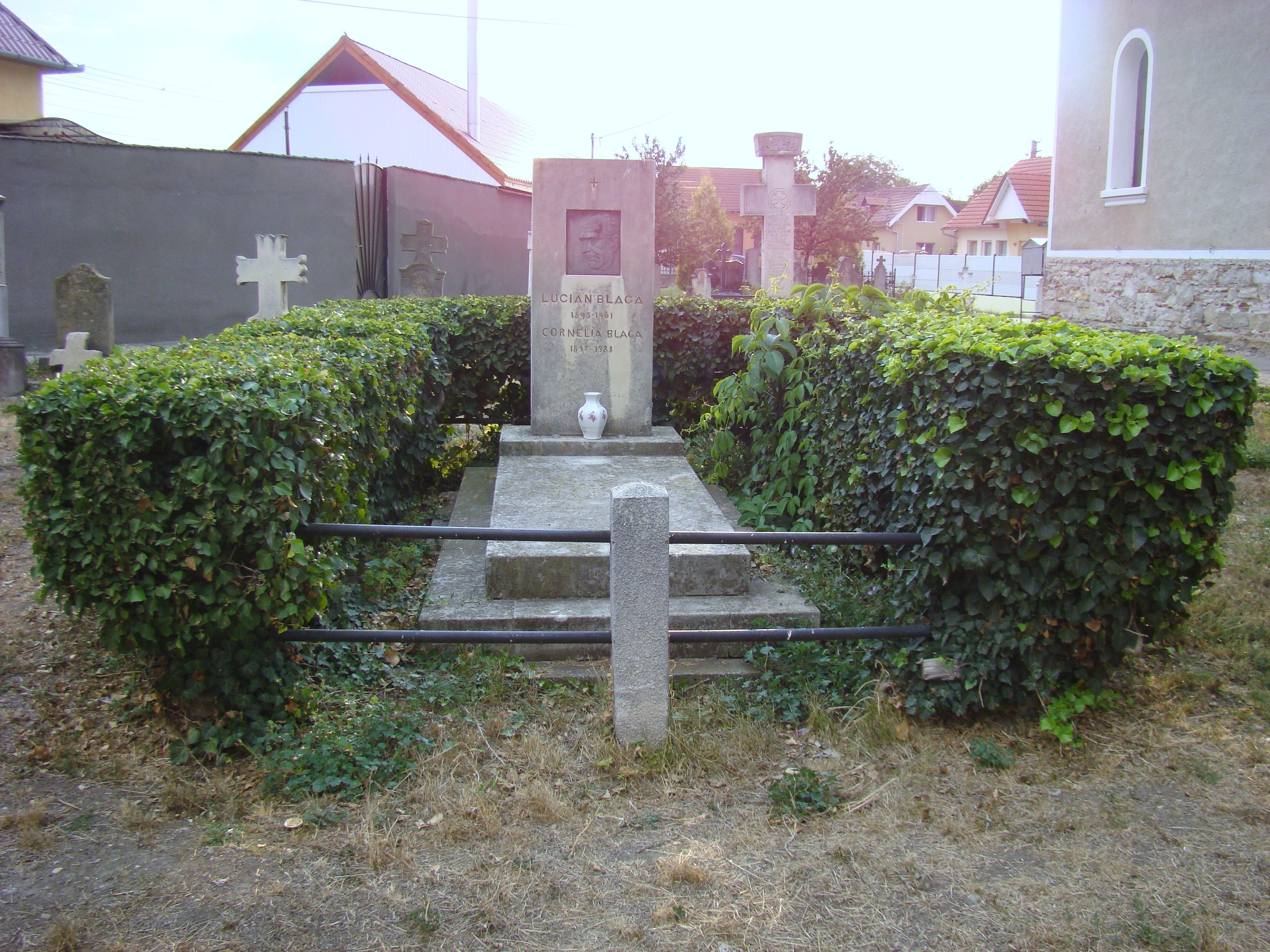
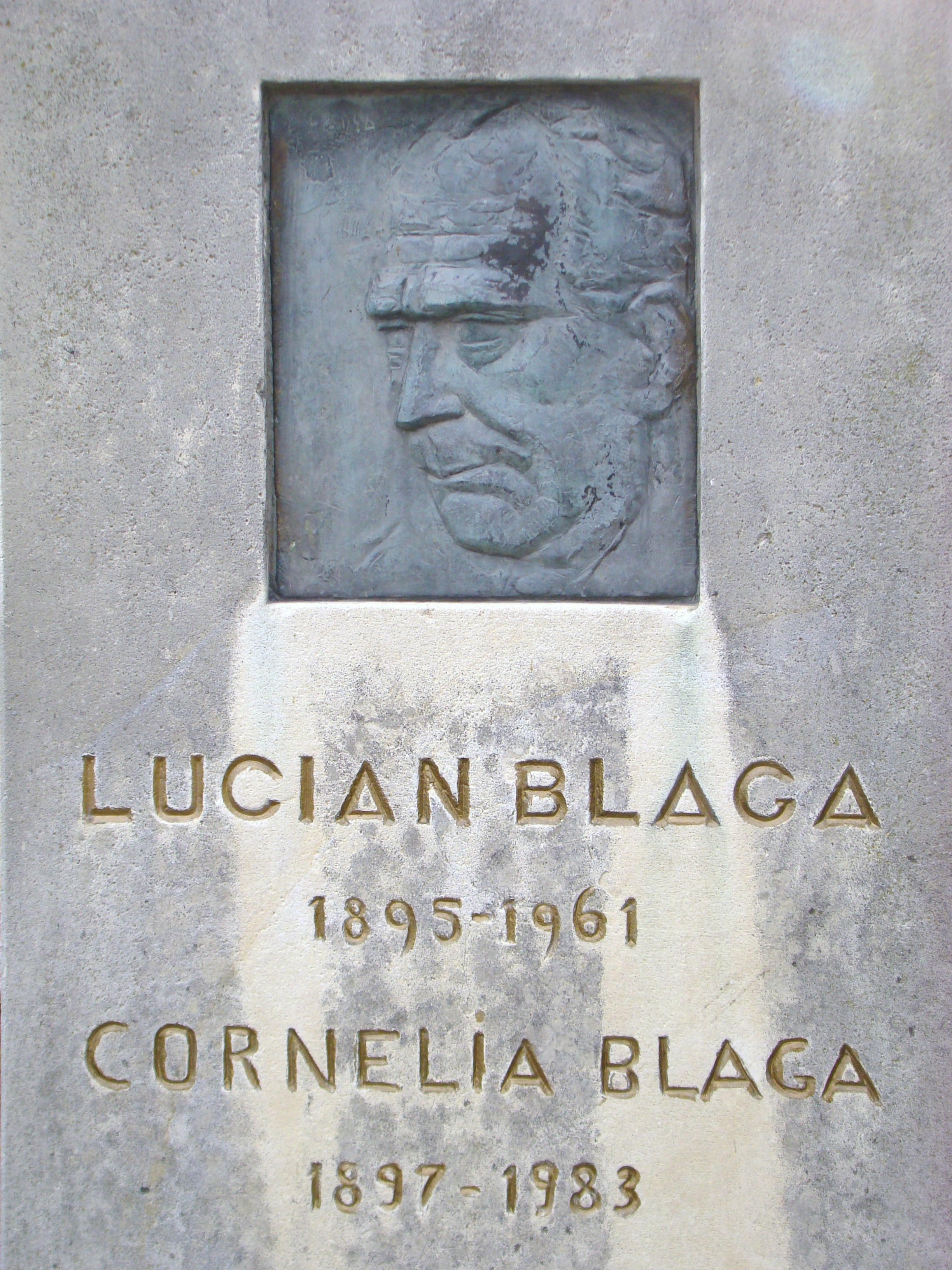
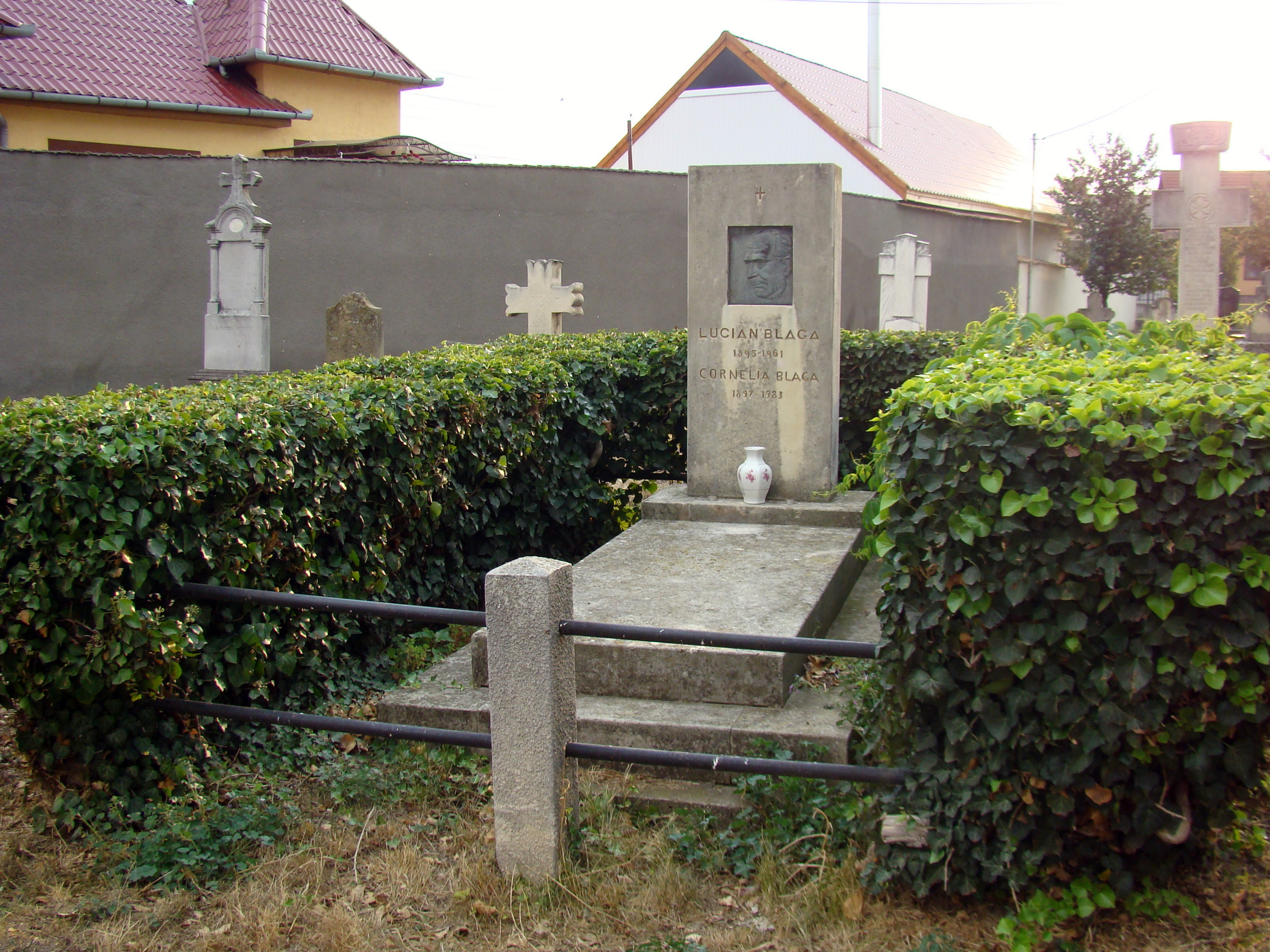
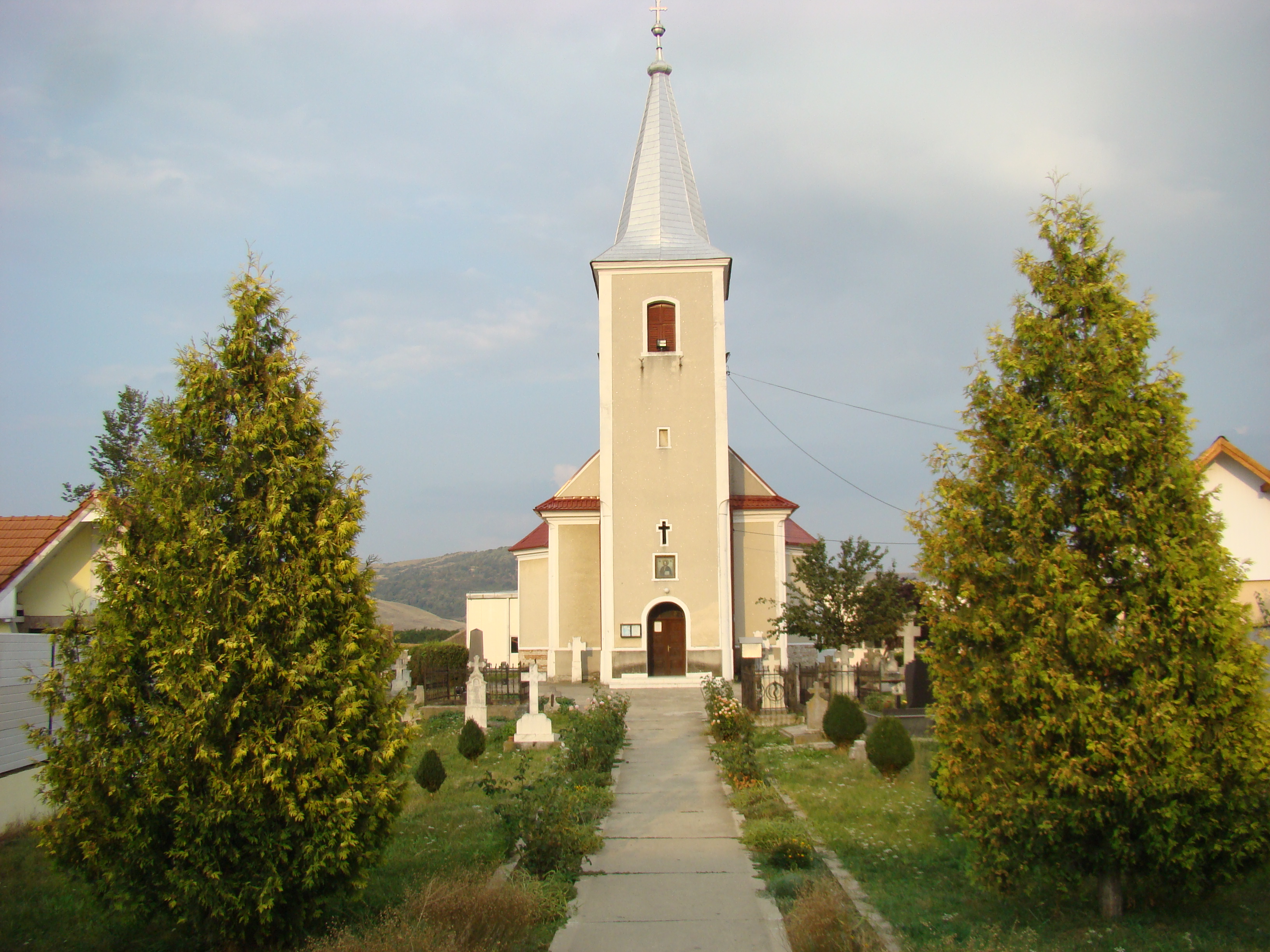